# Erysimum merxmuelleri
Erysimum merxmuelleri é uma espécie de planta com flor pertencente à família Brassicaceae. 
A autoridade científica da espécie é Polatschek, tendo sido publicada em Annalen des Naturhistorischen Museums in Wien 82: 344. 1978.

## Portugal
Trata-se de uma espécie presente no território português, nomeadamente em Portugal Continental.
Em termos de naturalidade é endémica da Península Ibérica.

## Protecção
Não se encontra protegida por legislação portuguesa ou da Comunidade Europeia.